# Nazionale femminile di pallavolo dell'Inghilterra
La nazionale femminile di pallavolo dell'Inghilterra è una squadra europea composta dalle migliori giocatrici di pallavolo dell'Inghilterra ed è posta sotto l'egida della Federazione pallavolistica dell'Inghilterra.

## Risultati

### Competizioni CEV
| 1949 | non qualificata | -            |
| 1950 | non qualificata | -            |
| 1951 | non qualificata | -            |
| 1955 | non qualificata | -            |
| 1958 | non qualificata | -            |
| 1963 | non qualificata | -            |
| 1967 | non qualificata | -            |
| 1971 | 18º posto       | Convocazioni |
| 1975 | non qualificata | -            |
| 1977 | non qualificata | -            |
| 1979 | non qualificata | -            |
| 1981 | non qualificata | -            |
| 1983 | non qualificata | -            |
| 1985 | non qualificata | -            |
| 1987 | non qualificata | -            |
| 1989 | non qualificata | -            |
| 1991 | non qualificata | -            |
| 1993 | non qualificata | -            |
| 1995 | non qualificata | -            |
| 1997 | non qualificata | -            |
| 1999 | non qualificata | -            |
| 2001 | non qualificata | -            |
| 2003 | non qualificata | -            |
| 2005 | non qualificata | -            |
| 2007 | non qualificata | -            |
| 2009 | non qualificata | -            |
| 2011 | non qualificata | -            |
| 2013 | non qualificata | -            |
| 2015 | non qualificata | -            |
| 2017 | non qualificata | -            |
| 2019 | non qualificata | -            |
| 2021 | non qualificata | -            |
| 2023 | non qualificata | -            |